# Stone Park
Stone Park és una població dels Estats Units a l'estat d'Illinois. Segons el cens del 2000 tenia 5.127 habitants.

## Demografia
Segons el cens del 2000, Stone Park tenia 5.127 habitants, 1.265 habitatges, i 1.065 famílies. La densitat de població era de 5.998,6 habitants/km².
Dels 1.265 habitatges en un 52,7% hi vivien nens de menys de 18 anys, en un 63% hi vivien parelles casades, en un 11,8% dones solteres, i en un 15,8% no eren unitats familiars. En l'11,6% dels habitatges hi vivien persones soles el 3,9% de les quals corresponia a persones de 65 anys o més que vivien soles. El nombre mitjà de persones vivint en cada habitatge era de 4,05 i el nombre mitjà de persones que vivien en cada família era de 4,34.
Per edats la població es repartia de la següent manera: un 33,1% tenia menys de 18 anys, un 13,8% entre 18 i 24, un 33% entre 25 i 44, un 14,6% de 45 a 60 i un 5,6% 65 anys o més.
L'edat mediana era de 26 anys. Per cada 100 dones de 18 o més anys hi havia 120,3 homes.
La renda mediana per habitatge era de 39.787 $ i la renda mediana per família de 40.789 $. Els homes tenien una renda mediana de 25.236 $ mentre que les dones 21.716 $. La renda per capita de la població era de 12.887 $. Aproximadament l'11,6% de les famílies i el 15,2% de la població estaven per davall del llindar de pobresa.

## Poblacions properes
El següent diagrama mostra les poblacions més properes.